# 全順序群
抽象代数学における線型順序群 (linearly ordered group) または全順序群（ぜんじゅんじょぐん、英: totally ordered group）は、群 G と全順序 "≤" との組 (G, ≤) で、その順序 ≤ が(平行) 移動不変 (translation-invariant) となるものを言う。移動作用の別に従って、移動不変の概念も異なるものを考え得る。すなわち G の演算を加法的に記すものとするとき、a, b, c を G の元として、G が
- 左順序群であるとは、a ≤ b ならば c + a ≤ c + b となるときにいう;
- 右順序群であるとは、a ≤ b ならば a + c ≤ b + c となるときにいう;
- 両側順序群であるとは、左順序群かつ右順序群となるときに言う。

通常の数に対するのと同様に、順序群における元 c が正であるとは 0 ≤ c かつ c ≠ 0（すなわち、c > 0）となることを言う。ただし、ここでの "0" は群の単位元を意味する（実数の 0 と似ている必要はまったくない）。一つの順序群において正元全体の成す集合をしばしば G+ のように書く。
全順序群 G の任意の元 a は a ∈ G+ または -a ∈ G+ または a = 0 の三者択一に従う。全順序群 G が自明群でないならば、G+ は無限集合であり、したがって非自明な任意の全順序群は無限群である。
全順序群 G の元 a に対し、a の絶対値 |a| は {\displaystyle |a|:={\begin{cases}a,&{\text{if }}a\geqslant 0,\\-a,&{\text{otherwise}}\end{cases}}} を満たすものとして定義される。
さらに全順序群 G がアーベル群であるならば、三角不等式 {\displaystyle |a+b|\leq |a|+|b|\quad (\forall a,b\in G)} が満足される。

## 例
任意の全順序群はねじれがない。逆に Levi (1942) はアーベル群が両立する全順序を持つための必要十分条件が、ねじれのないアーベル群となることであると示した。
オットー・ヘルダーは任意のアルキメデス群（アルキメデスの性質を満たす両側順序群）が実数の加法群 R の適当な部分群に同型となることを示した。これは、乗法的に書かれたアルキメデス順序群に対して、デデキント完備化 （すなわち全順序群 G の n-乗根に関する閉包）を考えることで示される。実際、この完備化に通常の線型順序位相を入れれば、任意の g ∈  に対する指数函数 {\displaystyle g^{\bullet }\colon (\mathbb {R} ,+)\to ({\widehat {G}},\cdot );\;\lim _{i}q_{i}\in \mathbb {Q} \mapsto \lim _{i}g^{q_{i}}} は位相群の順序（を保つ/を逆にする）同型として矛盾なく定まることが示せる。非アルキメデスの場合には、全順序群の完備化は困難であるから、そのような場合は群の階数（これは凸部分群からなる最大列の順序型と関係する）で分類するのがよい。
左順序群の例は、実数直線上の順序を保つ同相として作用する群からたくさん作れる。実際、可算群に対してはこれが左順序性の特徴付けであることが知られている。例えば Ghys (2001) を参照。

## 注